# 平田信
平田信（1965年3月27日—）是奥姆真理教的前干部。生于北海道札幌市。奥姆真理教在決定實施省厅制度之后，平田信出任“车辆省次官”。作为执行奥姆真理教事件的罪犯之一，他被日本警察厅指定为特别通缉犯，并逃亡长达17年。

## 生平
平田信从北星学园大学附属高中毕业，入读札幌商科大学。1987年大学毕业后，在东京的一家服装制造商找到工作，同年8月加入奥姆真理教，並且立即從公司离职。
他曾参与保护导师麻原彰晃和其家人的“白色爱之战士”行列。1994年，真理教派遣众多信徒到俄罗斯接受“军事训练之旅”，受过射击训练。1990年代的连续奥姆真理教事件中，他参与1995年2月的“公证处秘书绑架致死事件”，负责驾驶逃脱车辆，还参与同年3月的“岛田裕巳私宅爆炸事件”和“奥姆真理教东京总部火炎瓶事件”。
1995年2月，在東京地鐵沙林毒氣事件前一個月，平田信脫離奧姆真理教。1995年5月31日，平田被控在“岛田裕巳私宅爆炸事件”违反《爆炸物取缔惩罚条例》，以及在“公证处秘书绑架致死事件”中被控绑架致死罪。之后，平田与涉入“东京地铁沙林毒气事件”的高桥克也、菊地直子等7人，被指定为“奥姆真理教特别指定嫌疑人”。
1996年2月，平田被发现藏匿在宫城县仙台市的女性信徒家中，被发现后立即逃亡。帮助平田藏匿的女信徒被捕，指控藏匿嫌疑人及伪造一份私人签名文件，这些指控的诉讼时效至2000年11月。
帮助藏匿的女信徒较平田年长3岁，据称已经在大阪府内生活14年以上。她出身在福岛县，1980年代在东京取得护士资格，1993年退职加入奥姆真理教，隶属于真理教的“治疗省”，是1995年东京地铁沙林毒气事件之后，其中一名下落不明的人物。据检察官指出，她在1995年与平田一起逃亡生活，最初在东北地区生活，1996年搬到大阪市。1997年开始，她以伪造名字在东大阪的整骨院工作，继续支撑平田的生活。2012年以藏匿犯人罪判处1年2个月监禁。
大阪市内的藏匿公寓被搜索的时候，发现美国电视剧《LOSTER》、美国电视剧《24》、英國电影《哈利·波特》、日本动画电影《秒速5厘米》等租赁DVD，都认为是为平田所租借。顺便一提，导演木村文洋于2012年宣布，开拍以两人逃亡生活为主题的电影《爱的去处（暂定）》。
后来平田一直音讯全无，有传言已经死亡或逃离海外，但在2011年12月31日，一位名叫平田信的男子突然出现在东京警视厅丸之内警署。该名男子通过指纹验证为其本人，东京警视厅于2012年1月1日逮捕和拘留平田。平田信被捕后表示，因為看到東日本大地震有上萬無辜人命犧牲，自己卻逍遙法外，感到愧疚而決定自首。
2014年3月7日，平田信被東京地方裁判所判處9年監禁。